# 의정부지방검찰청
의정부지방검찰청(議政府地方檢察廳)은 의정부지방법원에 대응하여 항소사건에 대한 소송 유지 및 항고사건 처리와 행정소송을 비롯해 국가를 당사자로 하는 소송사건을 수행하고 진행을 돕기 위하여 설립된 대한민국 검찰청 서울고등검찰청 소속기관으로 의정부지방검찰청 검사장은 차관급 예우를 받는다. 경기도 의정부시 녹양로 34번길 23에 위치하고 있다.

## 연혁
- 1962년 9월 1일: 서울지방검찰청 의정부지청 개청.
  - 당시 소재지는 경기도 양주군 의정부읍 의정부리 173-4번지
    - 관할: 양주군 (의정부읍, 동두천읍, 별내면, 장흥면, 백석면, 주내면, 회천면, 남면, 은현면), 파주군, 연천군, 포천군, 철원군(현재 강원특별자치도)
- 1983년 1월 15일: 청사 이전 (경기도 의정부시 가능1동 364번지)
- 2003년 3월 1일: 서울지방검찰청 고양지청 개청.
  - 관할: 경기도 고양시, 파주시 전 지역.
- 2004년 2월 1일: 의정부지방검찰청으로 승격.
  - 고양지청을 관할 지청으로 둚.
- 2022년 3월 1일: 남양주지청 개원.[1]

## 역대 검사장

### 의정부 지청장
- 1대 이주식 1962년 9월 3일 ~ 1967년 10월 12일
- 2대 장석례 1967년 10월 13일 ~ 1969년 4월 30일
- 3대 염경환 1969년 5월 1일 ~ 1969년 11월 14일
- 4대 김달형 1969년 11월 15일 ~ 1973년 4월 5일
- 5대 나호진 1973년 4월 6일 ~ 1974년 8월 31일
- 6대 김인규 1974년 9월 1일 ~ 1976년 3월 31일
- 7대 김기두 1976년 4월 1일 ~ 1977년 2월 2일
- 8대 곽안순 1977년 2월 21일 ~ 1978년 2월 10일
- 9대 조용락 1978년 2월 11일 ~ 1979년 3월 1일
- 10대 김운태 1979년 3월 2일 ~ 1980년 6월 11일
- 11대 김성진 1980년 6월 12일 ~ 1981년 4월 26일
- 12대 안응호 1981년 4월 27일 ~ 1983년 7월 25일
- 13대 조우현 1982년 9월 3일 ~ 1987년 10월 12일
- 14대 이규명 1985년 3월 12일 ~ 1986년 5월5일
- 15대 이홍균 1986년 5월 6일 ~ 1988년 8월 31일
- 16대 김형기 1988년 9월 1일 ~ 1989년 8월 31일
- 17대 함석재 1989년 9월 1일 ~ 1990년 11월 4일
- 18대 민건식 1990년 11월 5일 ~ 1991년 9월 13일
- 19대 박인수 1991년 9월 14일 ~ 1992년 7월 28일
- 20대 김병학 1992년 8월 6일 ~ 1993년 3월 22일
- 21대 김수장 1993년 3월 23일 ~ 1993년 9월 2일
- 22대 김경한 1993년 9월 21일 ~ 1994년 9월 22일
- 23대 임휘윤 1994년 9월 23일 ~ 1995년 9월 26일
- 24대 조용국 1995년 9월 27일 ~ 1996년 7월 31일
- 25대 안승군 1996년 8월 1일 ~ 1997년 8월 26일
- 26대 정충수 1997년 8월 27일 ~ 1998년 3월 30일
- 27대 유창종 1998년 3월 31일 ~ 1999년 2월 28일
- 28대 최효진 1999년 3월 1일 ~ 1999년 6월 16일
- 29대 김재기 1999년 6월 17일 ~ 2000년 2월 20일
- 30대 김진관 2000년 2월 21일 ~ 2000년 7월 25일
- 31대 임승관 2000년 7월 26일 ~ 2001년 6월 13일
- 32대 신언용 2001년 6월 14일 ~ 2002년 2월 17일
- 33대 신태영 2002년 2월 18일 ~ 2002년 8월 25일
- 34대 안영욱 2002년 8월 26일 ~ 2003년 3월 12일
- 35대 부봉훈 2003년 4월 1일 ~ 2004년 1월 31일

### 의정부 지검장
- 1대 선우영 2004년 2월 1일 ~ 2004년 5월 31일
- 2대 홍경식 2004년 6월 1일 ~ 2005년 4월 7일
- 3대 유성수 2005년 4월 8일 ~ 2006년 1월 27일
- 4대 문효남 2006년 2월 6일 ~ 2007년 3월 2일
- 5대 박상옥 2007년 3월 5일 ~ 2008년 3월 10일
- 6대 박태규 2008년 3월 11일 ~ 2009년 1월 19일
- 7대 박기준 2009년 1월 19일 ~ 2009년 8월 11일
- 8대 이재원 2009년 8월 12일 ~ 2010년 7월 14일
- 9대 김병화 2010년 7월 15일 ~ 2011년 8월 21일
- 10대 박청수 2011년 8월 22일 ~ 2012년 7월 17일
- 11대 김희관 2012년 7월 18일 ~ 2013년 4월 9일
- 12대 강경필 2013년 4월 10일 ~ 2013년 12월 23일
- 13대 이명재 2013년 12월 24일 ~ 2015년 2월 10일
- 14대 김강욱 2015년 2월 11일 ~ 2015년 12월 23일
- 15대 조희진 2015년 12월 24일 ~ 2017년 7 월 31일
- 16대 김회재 2017년 8월 1일 ~ 2018년 6월 21일
- 17대 양부남 2018년 6월 22일 ~ 2019년 7월 30일
- 18대 구본선 2019년 7월 31일 ~ 2020년 1월 12일
- 19대 박순철 2020년 1월 13일 ~ 2020년 8월 10일
- 20대 이주형 2020년 8월 11일 ~ 2021년 6월 10일
- 21대 최경규 2021년 6월 11일 ~ 2022년 6월 26일
- 21대 신응석 2022년 6월 27일 ~2023년 9월 6일
- 22대 김선화 2023년 9월 7일 ~ 2024년 5월 13일
- 23대 김성훈 2024년 5월 13일 ~ 2025년 7월 29일
- 24대 이만흠 2025년 7월 29일 ~

## 조직

### 지방검찰청장

#### 차장검사

##### 형사 제5부
- 수사과

##### 공판송무부
- 공판송무과

##### 사무국
- 총무과
- 집행과
- 사건과

## 관할구역

### 행정구역
- 8개 시: 의정부시, 동두천시, 포천시, 양주시, 파주시, 고양시,남양주시 ,구리시,김포시
- 3개 군: 강원도 철원군, 경기도 연천군 ,가평군

### 지청
- 고양지청(고양시, 파주시 ,김포시)
- 남양주지청(남양주시, 구리시, 가평군)

## 소속기관

### 고양지청
- 주소: 경기도 고양시 일산동구 장백로 213 (장항동)

### 남양주지청
- 주소: 경기도 남양주시 다산중앙로82번안길 149 (다산동)

## 참고
1. ↑  NEWSIS (2021년 10월 30일). “내년 3월 개원 앞둔 의정부지법 남양주지원…청사 공정률 90% 넘겨”. 2021년 12월 30일에 확인함.